# 小行星106545
小行星106545（106545 Colanduno）是一颗绕太阳运转的小行星，为主小行星带小行星。该小行星于2000年11月20日发现。
該小行星以美國製作人德里克·科蘭杜諾（Derek Colanduno）命名。

## 轨道参数
小行星106545的轨道半长轴为454 195 324 km，3.0360650 UA，离心率为0.093。
| 前一小行星： (106544)小行星106544 | 小行星列表 | 後一小行星： (106546)小行星106546 |